# Kim Riedle
Kim Riedle, född 15 januari 1982 i Starnberg, Bayern, är en tysk skådespelare.
Riedle har bland annat medverkat i filmerna O Mein Gott. och Meine Freundin Volker. Hon har även medverkat i TV-serien Älskade barn.

## Filmografi (i urval)
- 2020 – O Mein Gott.
- 2022 – Meine Freundin Volker
- 2023 – Älskade barn (TV-serie)